# La Magdalena (Bolívar)
La Magdalena ist eine Ortschaft und eine Parroquia rural („ländliches Kirchspiel“) im Kanton Chimbo der ecuadorianischen Provinz Bolívar. Die Parroquia besitzt eine Fläche von 43,93 km². Die Einwohnerzahl lag im Jahr 2010 bei 2819.

## Lage
Die Parroquia La Magdalena liegt im Westen der Cordillera Occidental. Das Gebiet wird nach Osten zum Río Chimbo entwässert. Der 2750 m hoch gelegene Hauptort La Magdalena befindet sich 5 km westnordwestlich vom Kantonshauptort San José de Chimbo.
Die Parroquia La Magdalena grenzt im Westen an die Parroquia Telimbela, im Nordwesten an den Kanton Caluma, im Nordosten an die Parroquia La Asunción, im Südosten an die Parroquia San Sebastián sowie im Süden an die Parroquias San Miguel und Balsapamba (Kanton San Miguel de Bolívar).

## Geschichte
Am 3. März 1860 wurde die Parroquia unter dem Namen "Chapacoto" im Kanton Chimbo gegründet. Im Jahr 1984 erhielt die Parroquia ihren heutigen Namen: "Santa María Magdalena de Chapacoto".